# Verner Main
Verner Wright Main (* 16. Dezember 1885 in Ashley, Delaware County, Ohio; † 6. Juli 1965 in Battle Creek, Michigan) war ein US-amerikanischer Politiker. Zwischen 1935 und 1937 vertrat er den Bundesstaat Michigan im US-Repräsentantenhaus.

## Werdegang
Verner Main besuchte die öffentlichen Schulen seiner Heimat einschließlich der Marion High School. Danach studierte er bis 1907 am Hillsdale College in Michigan. Zwischen 1908 und 1912 war er an verschiedenen Schulen in diesem Staat als Lehrer tätig. Nach einem anschließenden Jurastudium an der University of Michigan in Ann Arbor und seiner im Jahr 1914 erfolgten Zulassung als Rechtsanwalt begann er in Battle Creek in seinem neuen Beruf zu arbeiten. Während des Ersten Weltkrieges war er in Louisville (Kentucky) in einem Ausbildungslager für Offiziere der US Army. Da der Krieg vor dem Ende seiner Ausbildung endete, kam er zu keinem Fronteinsatz. Im Jahr 1926 wurde Main stellvertretender Bezirksstaatsanwalt im Calhoun County.
Politisch war Main Mitglied der Republikanischen Partei. Von 1927 bis 1929 saß er als Abgeordneter im Repräsentantenhaus von Michigan; zwischen 1929 und 1932 gehörte er dem Schulausschuss der Stadt Battle Creek an. Nach dem Tod des Kongressabgeordneten Henry M. Kimball wurde Main bei der fälligen Nachwahl für den dritten Sitz von Michigan als dessen Nachfolger in das US-Repräsentantenhaus in Washington, D.C. gewählt, wo er am 17. Dezember 1935 sein neues Mandat antrat. Da er bei den regulären Wahlen des Jahres 1936 von seiner Partei nicht zur Wiederwahl nominiert wurde, konnte er bis zum 3. Januar 1937 nur die laufende Legislaturperiode seines Vorgängers im Kongress beenden. Während dieser Zeit wurden dort weitere New-Deal-Gesetze der Bundesregierung verabschiedet, denen Mains Partei aber eher ablehnend gegenüberstand.
Nach seinem Ausscheiden aus dem US-Repräsentantenhaus arbeitete Verner Main wieder als Anwalt. Er starb am 6. Juli 1965 in Battle Creek, wo er auch beigesetzt wurde.